# 伊薩 (博亞卡省)
伊薩是哥倫比亞的城鎮，位於該國東北部，由博亞卡省負責管轄，距離首府通哈90公里，始建於1556年1月2日，面積34平方公里，海拔高度2,671米，2005年人口2,081。
5°36′N 72°59′W / 5.600°N 72.983°W